# Xtube
Xtube fue un servicio de alojamiento de videos pornográficos, el cual permitía que tanto usuarios registrados como no registrados compartieran videos de contenido para adultos con otros. Entre otras cosas, los términos de uso de Xtube.com indicaban que los usuarios tuvieran más de 18 años.
Xtube afirmaba tener más de dos millones de usuarios registrados y en el ranking global de Alexa Internet alcanzaba la posición 305, mientras que en los Estados Unidos alcanzaba la posición 175.
El sitio solía recibir 4,5 millones de visitas únicas por día, y sus principales competidores son YouHot y YouPorn.
En 2021 cerró sus servicios.